# Діксон Етуху
Діксон Етуху (англ. Dickson Etuhu, нар. 8 червня 1982, Кано) — нігерійський футболіст, півзахисник клубу «Блекберн Роверз», а також національної збірної Нігерії.

## Клубна кар'єра
У дорослому футболі дебютував 2000 року виступами за команду клубу «Манчестер Сіті», в якій провів два сезони, взявши участь у 12 матчах чемпіонату.
Згодом з 2002 по 2008 рік грав у складі команд клубів «Престон Норт-Енд», «Норвіч Сіті» та «Сандерленд».
Своєю грою за останню команду привернув увагу представників тренерського штабу клубу «Фулгем», до складу якого приєднався 2008 року. Відіграв за лондонський клуб наступні чотири сезони своєї ігрової кар'єри. Більшість часу, проведеного у складі «Фулгема», був основним гравцем команди.
До складу клубу «Блекберн Роверз» приєднався 2012 року. Наразі встиг відіграти за команду з Блекберна 20 матчів в національному чемпіонаті.

## Виступи за збірну
2007 року дебютував в офіційних матчах у складі національної збірної Нігерії. Наразі провів у формі головної команди країни 17 матчів.
У складі збірної був учасником Кубка африканських націй 2008 року у Гані, чемпіонату світу 2010 року у ПАР і Кубка африканських націй 2010 року, що проходив в Анголі і на якому нігерійська команда здобула бронзові нагороди.

## Титули і досягнення
- Бронзовий призер Кубка африканських націй: 2010